# Prawa konsumenta
Prawa konsumenta – zbiór praw przysługujących konsumentom, zawartych w różnych aktach normatywnych, mających na celu ochronę konsumenta w gospodarce rynkowej.

## Historia
Pojęcie prawa konsumenta powstało w XIX w. – w okresie dynamicznego rozwoju gospodarki rynkowej. Za pierwszą organizację konsumencką uważa się Ligę Konsumentów powstałą w 1891 r. w Nowym Jorku. Zorganizowane później w innych miastach amerykańskich Ligi w 1899 r. połączyły się w Narodową Ligę Konsumentów, która stała się pierwszą na świecie organizacją konsumencką o znaczeniu ogólnokrajowym. Funkcjonuje ona do dziś.

## Prawa konsumenta w Unii Europejskiej
W krajach Unii Europejskiej polityka konsumencka uważana jest za nieodłączny element polityki społeczno-gospodarczej, a realizowanie polityki konsumenckiej jest głównym obowiązkiem państw wobec obywateli. Wynika to nie tylko z dostosowywania swoistych potrzeb w danym kraju, ale także jest efektem realizacji zobowiązań międzynarodowych. Najważniejszym z nich są wytyczne Zgromadzenia Ogólnego ONZ w sprawie ochrony konsumentów (1985). Każde państwo ma też wyspecjalizowane instytucje, które funkcjonują w ramach określonej struktury instytucjonalnej. Modele systemu instytucjonalnej ochrony konsumentów w Europie: model ombudsman, model administracyjny, model sądowy, model niemiecki. W państwach członkowskich UE istnieją rządowe i pozarządowe organy, które odpowiedzialne są za prowadzenie polityki konsumenckiej. Instytucje pozarządowe reprezentowane są przed instytucjami unijnymi przez Europejskie Biuro Związków Konsumenckich – BUEC.

## Prawa konsumenta w Polsce

### Omówienie wybranych uprawnień
- Prawo do bezpieczeństwa i ochrony zdrowia – prawo to gwarantuje nam przede wszystkim ochronę przed niebezpiecznymi towarami i usługami, które nie mogą zagrażać naszemu życiu i zdrowiu. Towary i usługi powinny być odpowiednio oznaczone, a ich cechy sprecyzowane. Konsument musi być poinformowany o możliwości wystąpienia ryzyka m.in. na produktach nie można umieszczać fałszywych informacji, muszą być wymienione substancje, które w nich się znajdują oraz alergeny, produkty nie mogą być zanieczyszczone. W przypadku pojawienia się niebezpieczeństwa wprowadzona została procedura szybkiego reagowania, produkty te są niezwłocznie wycofywane z obrotu[5].
- Prawo do rzetelnej informacji – prawo to chroni ekonomiczne interesy konsumentów. Nabywca nie może być wprowadzany w błąd poprzez niesolidne i nieuczciwe reklamy. W tym celu cechy, ceny oraz metody użytkowania towarów i usług są podstawową informacją, do której konsument powinien mieć wgląd[5].
- Prawo do wyboru – konsument powinien osiągnąć całkowitą korzyść ekonomiczną. Stanie się tak, jeżeli cena będzie relatywna do zakupionego towaru. Możliwość taką stwarza konkurencja dóbr i usług o zróżnicowanej jakości. Kupujący powinien mieć prawo do wyboru produktów według swojego zapotrzebowania. Należy zatem zwalczać nieuczciwą konkurencję i dążyć do unikania monopolistycznych firm. Konsument powinien być chroniony przed tymi praktykami m.in. poprzez zakaz stosowania nieuczciwej konkurencji, narzucanie niekorzystnych warunków umów, wprowadzania wygórowanych cen, a także dążenie do poprawy świadczonych usług[5].
- Prawo do wysłuchania głosu konsumenta – realizacja tego prawa wymaga stworzenia odpowiednich instytucji, do których konsument będzie miał swobodny dostęp. Sprawy jednostki powinny być dostrzegane i uwzględniane. Każdy ma prawo do swobodnego wypowiadania się i tworzenia w tym celu odpowiednich organizacji. Rządy państw powinny wspierać oraz brać pod uwagę opinie i poglądy tych organizacji przy podejmowaniu ważnych decyzji dotyczących ich praw oraz przy tworzeniu aktów prawnych z tym związanych[5].
- Prawo do pozytywnego załatwienia uzasadnionych reklamacji – prawo to zapewnia konsumentom wszelką pomoc przy załatwianiu i dochodzeniu ich praw. Przy powyższej pomocy konieczne jest zastosowanie zarówno prawnych, jak i administracyjnych środków do korzystania z formalnych i nieformalnych procedur, dzięki którym w odpowiedni sposób konsumenci mogą dążyć do należytej rekompensaty lub zadośćuczynienia. W celu dochodzenia swoich praw konsument może występować do sądów powszechnych i polubownych[5].
- Prawo do edukacji konsumenckiej – konsument powinien mieć łatwy dostęp do informacji o podstawowych cechach towarów i usług. Zakupiony produkt powinien być bezpieczny, a kupujący usatysfakcjonowany swoim wyborem. W tym celu konsumenci muszą znać swoje prawa i obowiązki, procesy związane z reklamacją, powinni znać też procedury służące im do dochodzenia swoich praw. Do osiągnięcia takiego skutku musi być prowadzona właściwa edukacja konsumencka m.in. poprzez programy tv, radiowe, wprowadzanie przedmiotów o tej tematyce do szkół i uczelni[5].
- Prawo do życia w zdrowym środowisku – odnosi się nie tylko do konsumenta, lecz także do całego społeczeństwa. Wynika z tego bardzo ogólny zakres odbiorców. Znaczącą rolę odgrywa tu edukacja ekologiczna, gdyż we współczesnym świecie ma to ogromne znaczenie, co oznacza, że konsument ma także prawo do życia w czystym i naturalnym środowisku, które gwarantuje mu zdrowie i lepsze życie[5].

Konsument jest jednostką słabszą w relacji z przedsiębiorcą – dzieje się tak, ponieważ często nabywa on produkty, o których nie ma wystarczającej informacji i wiedzy. Pokłada on więc pełne zaufanie w sprzedawcy, który jest stroną silniejszą. W związku z tym zostało mu przyznanych wiele praw. Mają one na celu jego ochronę przed nieuczciwą praktyką.
Poszczególne prawa konsumenta znaleźć można w ustawie o prawach konsumenta z 30 maja 2014 r. Prawa konsumenta można znaleźć także w innych aktach normatywnych, jednak ustawa ta jest jednym z najważniejszych źródeł, która w pełni opisuje i przedstawia wszelkie jego prawa. Wiele praw przyznanych konsumentom zawartych jest też w Kodeksie cywilnym z dnia 23 kwietnia 1964 r. Wprowadza on regulacje, które chronią pozycję konsumenta przed nieuczciwym kontrahentem m.in. poprzez wprowadzenie niedozwolonych postanowień umownych.

### Organy służące do ochrony konkurencji i konsumenta
Organem centralnym administracji rządowej służącym do ochrony praw konkurencji i konsumenta (UOKIK) jest Prezes Urzędu Ochrony Konkurencji i Konsumentów. W przypadku zachowania przedsiębiorcy, które może stanowić naruszanie zbiorowych interesów konsumentów (art. 24 ust. 1 uokik) poprzez:
- naruszanie ciążących na przedsiębiorcy obowiązków informacyjnych, ustanowionych w wielu różnych aktach prawnych np. w ustawie z dnia 30 maja 2014 r. o prawach konsumenta (t.j. Dz. U. z 2023 r. poz. 2759 z późn. zm.) - obowiązek informacyjny dotyczący prawa konsumenta do odstąpienia od umowy w przypadku zawierania umów poza lokalem przedsiębiorstwa (art. 12 ust. 1 pkt 9,10,12).
- stosowanie nieuczciwej praktyki rynkowej, które zostały określone w ustawie z dnia 23 sierpnia 2007 r. o przeciwdziałaniu nieuczciwym praktykom rynkowym (t.j. Dz. U. z 2023 r. poz. 845),

To konsument w trybie artykułu 100 ustawy z dnia 16 lutego 2007 r. o ochronie konkurencji i konsumentów (t.j. Dz. U. z 2024 r. poz. 1616) może zawiadomić Prezesa Urzędu Konkurencji i Konsumentów o podejrzeniu stosowania praktyk naruszających zbiorowe interesy konsumentów. 
Zawiadomienie powinno zawierać:
- wskazanie przedsiębiorcy, któremu jest zarzucane stosowanie praktyki,
- opis stanu faktycznego będącego podstawą zawiadomienia,
- dane identyfikujące zgłaszającego zawiadomienie.

Wówczas Prezes UOKiK w zakresie dyskrecjonalności władzy publicznej podejmie decyzję o wszczęciu bądź nie, postępowania. Podstawową przesłanką stosowania przez Prezesa ustawy o ochronie konkurencji i konsumentów jest interes publiczny, ponieważ jest to organ działający na rzecz całego społeczeństwa.
Równie istotne jest wyczerpanie przez przedsiębiorcę przesłanki "zbiorowego interesu konsumentów". "Żeby zrozumieć ten zakaz, wytłumaczę pokrótce, jak należy interpretować pojęcie „zbiorowy interes konsumentów”. Zbiorowość w tym przypadku oznacza pewną, możliwą do wyodrębnienia grupę konsumentów, która w danej sytuacji jest traktowana jednakowo. Oznacza to, że Prezes Urzędu nie podejmuje interwencji w przypadkach indywidualnych, nawet jeżeli ten przypadek dotyczy kilku, czy kilkunastu osób. Inaczej rzecz ujmując chodzi o takie bezprawne zachowanie przedsiębiorcy, którym jest zagrożony potencjalnie nieograniczony krąg klientów, których można wyodrębnić według wspólnej cechy np. wszyscy konsumenci zawierający umowę o kredyt hipoteczny w konkretnym banku, wszyscy klienci danego sprzedawcy, wszyscy konsumenci zgłaszający reklamacje u danego sprzedawcy."
Kolejnym z naruszeń ujętym w ustawie o ochronie konkurencji i konsumentów, jest stosowanie niedozwolonych postanowień umownych (art. 23a uokik). Dotyczy to tzw. klauzul abuzywnych, o których traktuje art. 385 [1] Kodeksu Cywilnego, zgodnie z ust. 1 tego przepisu "Postanowienia umowy zawieranej z konsumentem nieuzgodnione indywidualnie nie wiążą go, jeżeli kształtują jego prawa i obowiązki w sposób sprzeczny z dobrymi obyczajami, rażąco naruszając jego interesy (niedozwolone postanowienia umowne). Nie dotyczy to postanowień określających główne świadczenia stron, w tym cenę lub wynagrodzenie, jeżeli zostały sformułowane w sposób jednoznaczny." To właśnie ten przepis jest podstawą roszczeń wielu konsumentów, którzy zawarli z bankami umowę o kredyt hipoteczny denominowany lub indeksowany do franka szwajcarskiego. Klauzule abuzywne również znajdują się w zasięgu kontroli Prezesa UOKiK.
W przypadku stosowania klauzul niedozwolonych przez przedsiębiorcę to konsument powinien wiedzieć, że nie są one dla niego wiążące. Jeżeli bez tej klauzuli zawarta umowa może dalej istnieć w obrocie prawnym, to strony są związane pozostałą treścią umowy. Z kolei, jeżeli występujące klauzule abuzywne tak bardzo ingerowały w prawa i obowiązki stron umowy, że bez nich dalsze trwanie umowy jest niemożliwe, to sąd powszechny może orzec o jej rozwiązaniu. Tak najczęściej dzieje się w przywołanym przykładzie roszczeń konsumentów względem banków.
Natomiast konsument również ma dodatkową możliwość oddziaływania na przedsiębiorcę. Podobnie, jak w przypadku naruszania zbiorowych interesów konsumentów, w trybie art. 99a ustawy o ochronie konkurencji i konsumentów Konsument, rzecznik konsumentów, Rzecznik Finansowy, organizacja konsumencka lub zagraniczna organizacja wpisana na listę organizacji uprawnionych w państwach Unii Europejskiej, mają prawo złożyć do Prezesa UOKiK zgłoszenia podejrzenia naruszenia zakazu stosowania niedozwolonych postanowień umownych.
Zawiadomienie musi zawierać:
- wskazanie przedsiębiorcy, któremu zarzucane jest stosowanie niedozwolonych postanowień wzorca umowy;
- opis stanu faktycznego będącego podstawą zawiadomienia;
- wskazanie postanowienia wzorca umowy naruszającego zakaz, o którym mowa w art. 23a;
- uprawdopodobnienie naruszenia zakazu określonego w art. 23a;

Ponadto Prezes UOKiK ma również inne uprawnienia związane z działaniem na rzecz ochrony konsumenta np. prowadzenie postępowań  antymonopolowych, czy też w sprawach praktyk ograniczających konkurencję. Prezes UOKiK ma także możliwość wydania istotnego poglądu w sprawie prowadzonej przed sądem powszechnym, o ile pogląd ten istotny jest dla ochrony konsumentów. W zakresie swojego działania, w toku prowadzania postępowania może on zlecić też kontrolę u przedsiębiorcy, którą przeprowadzają upoważnieni pracownicy urzędu lub Inspekcji Handlowej.
Powiatowy (miejski) rzecznik konsumentów – organ wykonuje zadania należące do władz powiatu lub miasta w zakresie ochrony interesów konsumenta. Do jego obowiązków należy udzielanie bezpłatnych informacji dotyczących praw konsumentów. Rzecznik reprezentuje interesy konsumentów. Można zwrócić się do niego w indywidualnej sprawie – jest on zobowiązany do udzielenia pomocy. Instytucja ta ma na celu zapewnienie konsumentom bezpieczeństwa, a ponadto skłaniania ich do dochodzenia swoich praw.
Innymi organizacjami powołanymi w celu ochrony konkurencji i konsumenta są: Inspekcja Handlowa, Federacja Konsumentów, Fundacja LexCultura, Stowarzyszenie Konsumentów Polskich.